# (11338) Schiele
(11338) Schiele ist ein Asteroid des inneren Hauptgürtels, der am 13. Oktober 1996 von dem tschechischen Astronomenehepaar Jana Tichá und Miloš Tichý am Kleť-Observatorium (IAU-Code 046) bei Český Krumlov entdeckt wurde. Sichtungen des Asteroiden hatte es vorher schon im August 1992 unter der vorläufigen Bezeichnung 1992 PS3 am Palomar-Observatorium in Kalifornien gegeben.
Mit einer Albedo von 0,060 (±0,009) hat der Asteroid eine eher dunkle Oberfläche.
(11338) Schiele wurde am 26. Juli 2000 nach dem österreichischen Maler des Expressionismus Egon Schiele benannt, der von 1907 bis 1917 in Český Krumlov lebte und arbeitete.